# Oxalis matancillae
Oxalis matancillae är en harsyreväxtart som beskrevs av A. Lourteig. Oxalis matancillae ingår i släktet oxalisar, och familjen harsyreväxter. Inga underarter finns listade i Catalogue of Life.